# Tillandsia dorotheehaseae
Tillandsia dorotheehaseae är en gräsväxtart som beskrevs av Hase. Tillandsia dorotheehaseae ingår i släktet Tillandsia och familjen Bromeliaceae. Inga underarter finns listade i Catalogue of Life.